# لويس كارتون
لويس كارتون (بالفرنسية: Louis Carton)‏ هو عالم آثار فرنسي، ولد في 16 يونيو 1861 في سان أومير في فرنسا، وتوفي في 24 ديسمبر 1924 في باريس في فرنسا. درس لويس كارتون الطب في جامعة ليل بعد حضوره مدرسة الليسيه في ليل وحصل على الدكتوراه عام 1883.ثم التحق بالجيش الفرنسي طبيباً عسكرياً ونُقل إلى تونس عام 1886